# Apeadeiro de Larinho
O Apeadeiro de Larinho foi uma gare da Linha do Sabor, que servia a localidade de Larinho, no concelho de  Torre de Moncorvo, em Portugal.

## História

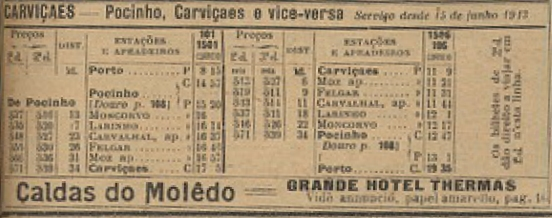
Horário da Linha do Sabor em 1913, onde Larinho aparece com a categoria de estação

Esta interface fazia parte do lanço da Linha do Sabor entre Pocinho e Carviçais, que entrou ao serviço no dia 17 de Setembro de 1911. A linha foi encerrada em 1988.